# Gerhárd
A Gerhárd germán eredetű német férfinév, jelentése: gerely, dárda + erős, merész.

## Gyakorisága
Az 1990-es években szórványos név, a 2000-es években nem szerepel a 100 leggyakoribb férfinév között.

## Névnapok
- január 30.[2]
- április 23.[2]
- május 13.[2]
- szeptember 24.[2]
- október 16.[2]

## Híres Gerhárdok
- Gerhard Berger, autóversenyző